# Цетињски манастир
Цетињски манастир је један од најзначајнијих манастира Српске православне цркве. Налази се на Цетињу, а припада Митрополији црногорско-приморској. Посвећен је празнику Рођења Пресвете Богородице. Првобитно је подигнут 1484. године, као нови катедрални манастир Зетске митрополије. У раздобљу од 1493. до 1496. године, при овом манастиру је радила чувена Цетињска штампарија, најстарија штампарија у српским земљама. Стари манастир је пострадао 1692. године од Млечана при доласку Сулејман паше, након чега је од митрополита скендеријско приморског Данила Петровића, подигнут нови манастирски комплекс, који је у више наврата дограђиван. У манастиру се чувају бројна културна добра.

## Историја
Први манастир на Цетињу сазидао је 1484. године Иван Црнојевић, владар Зете, и тада је постао сједиште Зетске митрополије. До друге половине 1777. митрополити имају титулу „скеднеријско приморски“, а од тада титули додају и црногорско име. Из ранијег периода се у вези митрополита Ромила (1530.-1551.) веже и црногорско име. Манастир је сазидан на локацији Ћипур, а је срушен до темеља 1692. од стране Млечана, који су га прво лагумали, да се лагум запали када скадарски везир буде у њега улазио. Манастир је тако уништен при повлачењу Млечана пред Турцима. То је утврдио Лазар Томановић, наводећи податак да се раније мислило да су Турци уништили манастир, на основу млетачких докумената.
Сулејман-паша Бушатлија је на Цетињу преживио млетачко рушење Цетињског манастира. Судбина манастира је била, са Млечанима, као и манастира Тврдоша. Лагумали су га и подигли у ваздух, а то је и ранило пашу. Огорчени Турци су потом цијели манастир сравнили са земљом. Нови владика је изабран тек 1694. године у особи игумана Саве или каснијег митрополита Саве Очинића.
Данас се на Ћипуру налазе остаци овог манастира, познатог као Манастир Црнојевића на Ћипуру. Манастир је обновио 1701. године владика Данило, на месту недалеко од првобитне локације. Том приликом у нови манастир је уграђено камење из старог, а пренета је и плоча са грбом Црнојевића и посветом Ивана Црнојевића. 1712. манастир је био спаљен од босанског везира Ахмет паше, а обновио га је око 1743. црногорски митрополит Сава Петровић Његош. Махмуд-паша Бушатлија га је спалио 1785. године а обновио га је Петар I Петровић Његош. Владимир Броневски почетком 19. вијека манастирску цркву помиње као петокуполну, а данас нема такав изглед. Више пута је дограђиван, а садашњи изглед датира из 1927. године. У манастиру се налази Црква Рођења Богородице у којој се налазе мошти Светог Петра Цетињског.

## Старешине манастира
| Портрет | Име и презиме             | Време службе |
| ------- | ------------------------- | ------------ |
|         | игуман Лука (Анић)        | 1995—2010    |
|         | игуман Методије (Остојић) | 2010—2018    |
|         | игуман Пајсије (Ђерковић) | 2021—        |

## У манастиру се чувају
- рука Светог Јована Крститеља[14]
- мошти Светог Петра Цетињског (Петра I Петровића Његоша)
- честица Часног крста Господњег
- епитрахељ Светог Саве (Растка Немањића) из XIII вијека, оснивача Српске православне цркве
- круна српског краља Стефана Дечанског из династије Немањића из XIV вијека, која је била истовјетно и круна црногорског краља Николе I Петровића којом је крунисан 1910. године
- штап владара Зете Ивана I Црнојевића из XV вијека
- разноразни стари црквени барјаци (међу њима и сумњиве аутентичности Бошка Југовића)
- Цетињски летопис

## Имовина Цетињског манастира
У Оснивачкој повељи Цетињског манастира (Хрисовуљи) господара Ивана Црнојевића је наведено да онога кога одреди Бог да након њега влада том земљом, моли и заклиње, да то што је Иван Црнојевић приложио, узаконио и потврдио, остане на вијеке нетакнуто, као што и он ништа није узео светим црквама, но колико је могао приложио и потврдио. Даље се наводи, да ако кога научи сијач злоће и наш противник ђаво да штогод одузме од овога што је записано, такав да буде проклет од Бога и силе часнога и животворног крста... и да буде подобан Јуди издајнику (4. јануара 6993. године на Ријеци, У Христа Бога благовјерни и Богом чувани Господар зетски Иван Црнојевић). У истој повељи је наведено да је манастир приложена и планина Ловћен.
Књаз Никола I Петровић Његош је 1895. издао Указ о Цетињском манастиру у којем је написано да је зетски господар и посљедњи независни српски владалац Иван Црнојевић основао на Цетињу манастир, као столицу зетских митрополита. Обрадио га је разним добрима, међу којима се налази и велики дио цетињског поља. Та митрополија је наведена као једина која је основана од Светог Саве, а да је у континуитету опстала до данас. Пошто се у Николино вријеме на имовини манастира, на цетињском пољу засновала варош, која се све више шири, донесене су одлуке које су омогућиле манастиру даљи опстанак. Поред осталога, одлучено је да манастир свог годишњи приход улаже у куповину непокретних добара у Црној Гори, да би имовину умножио, те да би тиме и у будућности могао благотворно дјеловати у области Свете Православне Цркве и српскога народа. Тиме се најсвечаније потврђује манастирско право својине земљишта, на ком се престоница подиже, и даје се свакоме на знање, да то земљиште остаје за сва идућа времена у искључивој својини цетињског манастира свето и неприкосновено. Та права су дарована од Ивана Црнојевића, а од Николе Петровића потврђена.
Крајем 2019. године, у току ноћи и уз хапшење опозиционих посланика, изгласан је спорни закон, по којем би сва црквена имовина изграђена до 1918. године, а за коју СПЦ у Црној Гори нема доказе власништва, припале држави Црној Гори. Закон је изазвао грађанске протесте у виду црквених литија и негодовање од стране канонске Цркве, јер се овај закон односи само на СПЦ и политички је усмјерен против српског карактера историјске Црне Горе.